# Castillo di Amorosa
El castillo di Amorosa es un fortín ubicado en California, Estados Unidos.

## Historia
La bodega abrió al público en abril de 2007, como proyecto de un viticultor de cuarta generación, Dario Sattui, quien también es propietario y opera la Bodega V. Sattui, llamada así por su bisabuelo, Vittorio Sattui, quien originalmente estableció una bodega en San Francisco en 1885 después de emigrar de Italia a California. La propiedad de la bodega alguna vez fue parte de una finca propiedad de Edward Turner Bale. En 1993, Sattui compró 171 acres (69 ha) por $3,2 millones, luego gastó otros $40 millones para construir el castillo, las dependencias y la bodega dentro del castillo; las obras de construcción comenzaron en 1995.
Tras graduarse con un MBA de la Universidad de California, Berkeley, en 1969, Dario Sattui pasó dos años viajando por Europa, durante los cuales desarrolló un interés por la arquitectura medieval. Tomó fotografías y dibujó diversos edificios que visitaba, incluyendo castillos, monasterios, palacios, casas de campo y bodegas medievales.
Los interiores del castillo, que incluyen 107 habitaciones distribuidas en 8 niveles, tanto sobre como bajo tierra, tenían aproximadamente 11 200 m² cuando se inauguraron en 2007; desde entonces, se han ampliado a 13 100 m². Los detalles clave y las técnicas de construcción son arquitectónicamente fieles a la época de los siglos XII y XIII.
La cámara de tortura contiene una doncella de hierro que se dice es de finales del Renacimiento, que Sattui afirma haber comprado por 13 000 dólares en Pienza, Italia; una réplica del potro; y otros dispositivos de tortura. La mampostería, la herrería y la carpintería se elaboraron a mano con técnicas artesanales tradicionales. Los materiales de construcción incluyeron 8000 toneladas de piedra de cantera local, adoquines, tejas de terracota y 850 000 ladrillos importados de Europa.